# Lucano
Marco Aneu Lucano (em latim: Marcus Annaeus Lucanus; Corduba, Hispânia, 3 de novembro de 39 — Roma, 30 de abril de 65), também conhecido em português como Lucano, foi um poeta romano, nascido na província da Bética. Apesar de sua vida curta, é tido como uma das figuras de maior destaque do período dito clássico do latim. Sua juventude, além de sua proficuidade, fizeram com que se destacasse entre os poetas da época. Sobrinho de Sêneca, fez parte da malograda conspiração de Pisão contra a vida do imperador Nero, e ao ser preso foi obrigado a se suicidar. Restou de sua extensa obra apenas uma epopeia inacabada, a Farsália.

## Vida
Duas antigas biografias de Lucano, feitas por Vacca e Suetônio, juntamente com referências nos Anais de Tácito e numa das Silvas de Estácio, permitem uma modesta reconstrução de sua vida. Lucano era neto de Sêneca, o Velho, e cresceu sob a tutelagem de seu tio, Sêneca, o Moço. De família rica, pôde estudar retórica em Atenas, e provavelmente foi educado filosoficamente na corrente estoica por seu tio.
Encontrou o sucesso durante o reinado de Nero, tornando-se um dos amigos mais próximos do imperador, e recebeu dele uma questura antes mesmo de atingir a idade exigida para o cargo. Em 60 venceu um prêmio ao improvisar os poemas Orpheus ("Orfeu") e Louvores a Nero (Laudes Neronis) na Nerônia, série de jogos quinquenais realizados em homenagem ao imperador, e foi novamente recompensado por ele ao ser nomeado áugure. Durante esta época circularam os primeiros três livros de seu poema épico, Farsália, identificada como De Bello civili nos seus manuscritos, que contavam a história da guerra civil entre Júlio César e Pompeu.
Em determinada altura, por motivo até agora incerto, surgiu uma rixa entre Nero e Lucano. Dois relatos muito diferentes do que teria ocorrido parecem trivializar esta briga; de acordo com o historiador Tácito, Nero teria ficado com inveja do sucesso de Lucano, e o proibido de publicar seus poemas. Já de acordo com Suetônio, Nero teria perdido interesse por Lucano, ao que este respondeu escrevendo poemas insultuosos sobre o imperador, que também foram ignorados por Nero.
Outras obras, porém, apontam para um contexto mais sério nesta rixa. Tanto o gramático Vaca quanto o poeta Estácio favorecem a alegação de que Lucano teria escrito os tais poemas insultuosos; Vaca menciona que uma destas obras teria recebido o nome de De Incendio Urbis ("Sobre o incêndio da Cidade"). Já a ode a Lucano, de Estácio, menciona que Lucano teria descrito as "inenarráveis labaredas do criminoso tirano vagavam pelas alturas de Remo". Além disso, os últimos livros da Farsália, mais especificamente o Livro IX, são antiimperiais, e pró-republicanas; este tipo de crítica poderia ter causado a sua censura.
Lucano participou da fracassada conspiração de Caio Calpúrnio Pisão, em 65, contra Nero. Ao ter sua traição descoberta, foi obrigado a cometer suicídio, abrindo suas veias - não sem antes incriminar sua mãe, entre outras pessoas, na esperança de obter perdão. Ainda jovem, com 25 de idade, enquanto sangrou até a morte Lucano teria, segundo Tácito, lembrado-se de versos que havia composto, nos quais contava a história de um soldado ferido, morrendo da mesma maneira, e recitou-os como suas últimas palavras.
Seu pai foi pego na proscrição que se seguiu, porém sua mãe conseguiu escapar. O poema de Estácio sobre Lucano foi endereçado à sua viúva, Polla Argentaria, por ocasião do aniversário de Lucano, durante o reinado de Domiciano.

## Obras

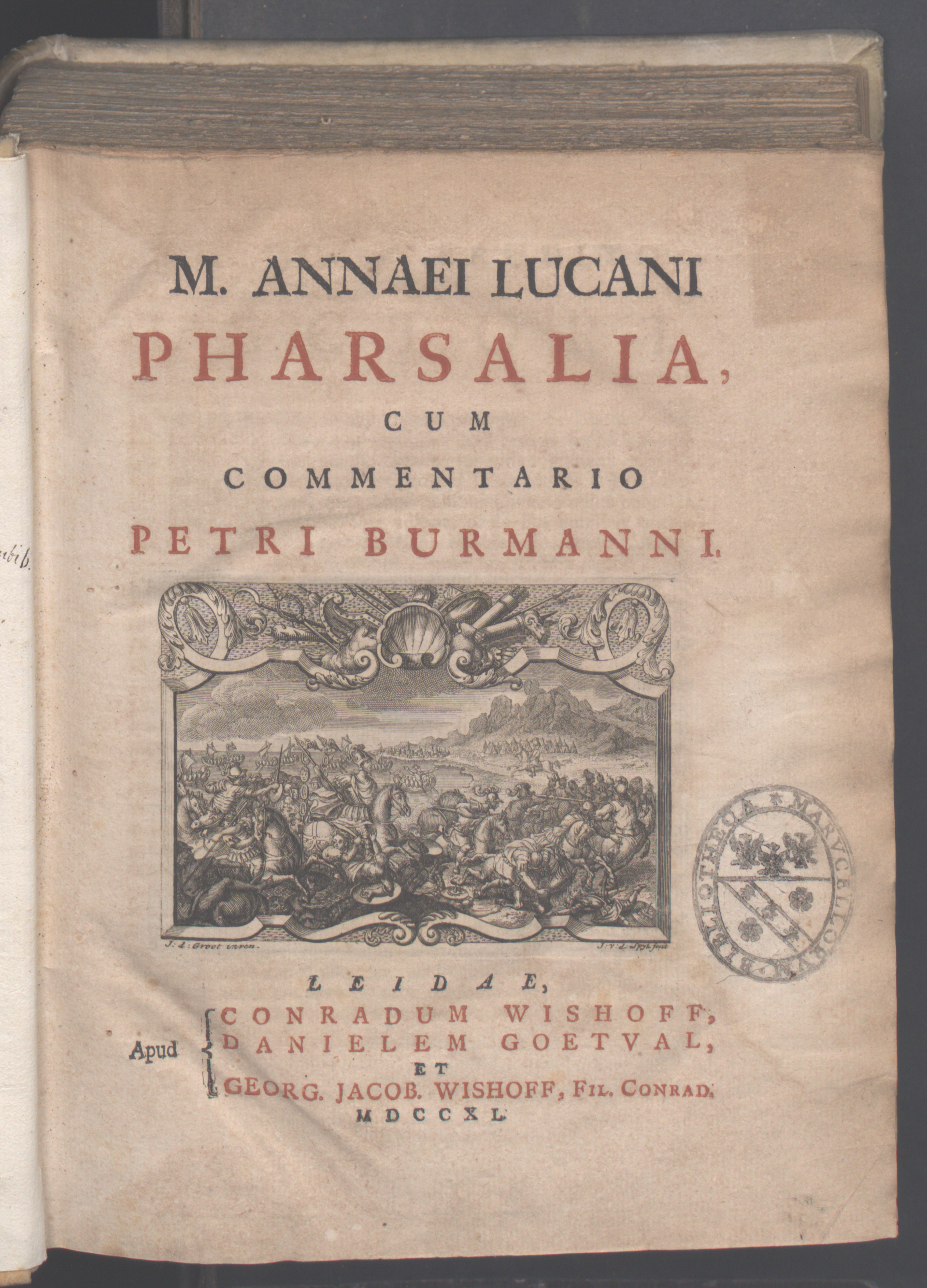
Pharsalia, 1740

A única obra de Lucano cujo conteúdo foi preservado até os dias de hoje é a Farsália, ou Guerra Civil, sobre a guerra civil travada entre as forças dos antigos companheiros de triunvirato, Júlio César e Pompeu.
De acordo com o gramático Vaca e o poeta Estácio, sabe-se o título de algumas das obras de Lucano:
- Catachthonion
- Iliacon, do ciclo troiano
- Epigrammata
- Adlocutio ad Pollam
- Silvae
- Saturnália
- Medea
- Salticae Fabulae
- Louvores a Nero
- Orpheus
- Prosa oratio in Octavium Sagittam
- Epistulae ex Campania
- De Incendio Urbis, sobre o Grande Incêndio de Roma, em 64 d.C., possivelmente acusando Nero pela sua autoria

Atribui-se também a Lucano a obra Laus Pisonis ("Louvor a Pisão"), um panegírico sobre algum membro da família Pisão
Em 2020 foi publicada a primeira tradução portuguesa completa da Guerra Civil (Farsália) de Lucano, coordenada por Luís Manuel Gaspar Cerqueira e editada pela Relógio d' Água, Lisboa. No Brasil, a tradução foi lançada em 2011 pela Editora UNICAMP, traduzido por Brunno V. G. Vieira, numa edição bilíngue.